# Ustava Socialistične federativne republike Jugoslavije (1974)
Zadnjo Ustavo Socialistične federativne republike Jugoslavije je Zbor narodov Zvezne skupščine SFRJ z ustavnim odlokom razglasil na seji 21. februarja 1974. Razdeljena je bila v uvodni del s temeljnimi načeli in šest delov s skupaj 406 členi.
Ustava SFRJ iz leta 1974 je nasledila ustavo iz leta 1963, z dvema dopolnitvama (t. i. amandmaji) leta 1981 in 1988 pa je veljala do razpada skupne jugoslovanske države leta 1991.
Nova ustava je pomenila pomemben korak k decentralizaciji zvezne države in je okrepila pristojnosti republik.